# Synaphobranchus kaupii
Synaphobranchus kaupii е вид змиорка от семейство Synaphobranchidae. Видът не е застрашен от изчезване.

## Разпространение и местообитание
Разпространен е в Австралия, Бахамски острови, Бразилия, Великобритания, Гренландия, Западна Сахара, Ирландия, Исландия, Испания, Кабо Верде, Канада, Куба, Мавритания, Мароко, Намибия, Нигерия, Португалия (Азорски острови), САЩ (Хавайски острови), Сен Пиер и Микелон, Фарьорски острови, Филипини, Франция, Южна Африка и Япония.
Обитава океани и морета. Среща се на дълбочина от 120 до 3650 m, при температура на водата от 0,3 до 19,8 °C и соленост 33,4 – 36,6 ‰.

## Описание
На дължина достигат до 1 m.
Популацията на вида е стабилна.